# Riccardoella limacum
Espèce
Riccardoella limacum est un acarien parasite de certaines espèces d'escargot (et pas des limaces, comme son nom pourrait le laisser croire - en Europe, c'est R. oudemansi qui est trouvé sur les limaces).

## Description
Blanc et visible à l'œil nu, il suce le sang de ses hôtes les rendant sensibles à d'autres parasites.
Particulièrement craint des héliciculteurs, il est traité par pulvérisation de pyrèthre